# Стеси (Лече)
Стеси (итал. Stesi) је насеље у Италији у округу Лече, региону Апулија.
Према процени из 2011. у насељу је живело 19 становника. Насеље се налази на надморској висини од 166 м.